# Jacques Rançon
Pour un article mieux détaillé sur l'affaire et les investigations, voir Meurtres de la gare de Perpignan.
Jacques Rançon, dit le « tueur de la gare de Perpignan », né le 9 mars 1960 à Hailles, est un violeur  et tueur en série français.
Il est l’auteur d’au moins trois meurtres, commis en 1986, 1997 et 1998, d’une tentative de meurtre commise en 1998, de deux viols commis en 1992 et 1997, de deux agressions sexuelles commises en 1976 et 1999, d’une tentative d’agression en 1998, d’un enlèvement commis en 1987 ainsi que d’une menace de mort commise en 2012. Rançon est également suspecté d’avoir commis deux autres meurtres en 1982 et 1985.
Ses deux derniers meurtres, en 1997 et 1998, avaient été au centre des débats dans les meurtres de la gare de Perpignan, dont l’affaire avait défrayé la chronique.
Rançon a effectué plusieurs séjours en prison. Il a brièvement été incarcéré entre juillet 1992 et septembre 1997 pour viol, puis entre septembre 1998 et juin 1999 pour tentative d’agression, ainsi qu’entre août 1999 et janvier 2003 pour une nouvelle agression sexuelle.
Libéré en janvier 2003, Rançon n’a commis aucun forfait pendant plusieurs années, jusqu’à ce que sa nouvelle compagne le quitte en 2012. Incarcéré entre octobre 2013 et juillet 2014, son ADN est enregistré au FNAEG puis a été reconnu avec le profil ADN du « tueur de la gare de Perpignan ».
Placé en détention provisoire en octobre 2014 pour meurtre aggravé suivi de viol, Rançon est par la suite inculpé de tentative de meurtre ainsi qu’un autre meurtre suivi de viol. Il a été condamné en mars 2018, à la réclusion criminelle à perpétuité assortie d’une période de sûreté de 22 ans pour ces faits.
Rançon a également été mis en examen, en juin 2019, d’un troisième meurtre, commis en 1986, puis condamné en juin 2021 à 30 ans de prison assortis d’une période de sûreté de 20 ans. Ayant interjeté appel, il a été rejugé en juin 2022 puis condamné à la réclusion criminelle à perpétuité assortie d’une période de sûreté de 18 ans.
Il est l'un des rares criminels à avoir été condamné plus d'une fois à une peine de réclusion criminelle à perpétuité.

## Biographie

### Enfance et jeunesse
Jacques Rançon naît le 9 mars 1960 à Hailles (Somme), d’un père maçon et d’une mère sans emploi. Il a un frère jumeau qui décède en avril 1960, à l’âge d’un mois. Rançon naît dans une fratrie de 13 enfants qui, à son exception, sont placés à la DDASS. Lui et son défunt frère sont les benjamins de la fratrie. Le jeune Jacques grandit dans un milieu de pauvreté, qui lui vaut des moqueries de ses camarades de classe. Il est battu par sa mère et son père reste passif devant les coups qu’il subit.
En 1970, Rançon est âgé de 10 ans lorsqu’il découvre l’existence de l’une de ses sœurs, Denise Rançon, née le 21 août 1939 d’une première union de son père (elle mourra en 2022).
En 1975, à l’âge 15 ans, Rançon assiste à une tentative d’agression par son père sur son épouse : il s'interpose et son père arrête. L’adolescent acquiert alors un tempérament violent et commence à boire de l’alcool en quantité.
En 1976, à l’âge de 16 ans, Rançon commet sa première agression sexuelle sur une adolescente, Marie-Line, et tente de l’étrangler. La jeune fille demande à déposer plainte contre lui, mais son entourage l'en dissuade, car Rançon a la réputation d’un « pauvre malheureux ». Il n’est donc pas poursuivi pour ce méfait. Il avoue néanmoins que les préjugés des femmes à son encontre lui font perdre tout contrôle et le rendent violent afin que sa victime se soumette. Rançon trouve du travail à l’usine de chaussettes Kindy.
En mars 1978, à 18 ans, Rançon passe son permis de conduire. Il obtient sa première voiture cette même année et y trouve là son « unique plaisir ». II tombe par la suite dans des petits vols de voiture avec l’un de ses rares amis. Sans être le moins du monde inquiétés, les deux jeunes hommes volent jusqu’à 48 voitures.
Le père de Jacques Rançon meurt en novembre 1979, à l’âge de 72 ans. Lorsqu’il assiste à ses funérailles, il découvre avec stupéfaction qu'il a 15 autres frères et sœurs, nés d'une première union de son père, ainsi qu’un frère jumeau mort à l’âge d’un mois.
En 1981, à 21 ans, Rançon vole de l’argent dans un distributeur de boissons de l’usine où il travaille. Il est licencié après avoir cambriolé le bureau du comptable de l'entreprise.
Il rencontre sa compagne en 1986, en fréquentant les discothèques. La jeune femme s’appelle Carole. Ils tombent  amoureux l’un de l’autre et se mettent aussitôt en ménage près d’Amiens,.

### Premiers crimes et première condamnation pour viol

#### Meurtre d’Isabelle Mesnage et enlèvement de Françoise
Le 28 juin 1986, Isabelle Mesnage, étudiante en informatique de 20 ans, se promène dans Corbie. Vers 14h, Rançon l'aperçoit et l’entraîne de force dans sa voiture. Il roule plusieurs kilomètres, retenant Isabelle en otage, avant de s’arrêter dans un chemin isolé situé à Cachy. Il lui fait alors des avances sexuelles, mais elle se refuse à lui. Il la frappe de plusieurs coups et la tue en l’étranglant. Il la viole et dépèce son corps en lui retirant ses organes génitaux. Il abandonne le cadavre sur le chemin. La température étant caniculaire (plus de 30 degrés), le corps se décompose très rapidement.
Rançon est âgé de 26 ans. Il s’agit de son premier meurtre connu.
Le corps est découvert le 4 juillet 1986, après cinq jours de recherches. L'autopsie réalisée montre que la victime a subi des violences sexuelles. Une enquête est ouverte pour assassinat suivi de viol, mais ne débouche sur aucune piste. L’enquête s'intéresse d'abord aux proches de la victime ainsi que ses voisins et les personnes suspectes dans son entourage.
La compagne de Rançon met au monde son fils, David, en 1987.
En juillet 1987, Rançon roule dans sa voiture lorsqu’il croise Françoise, 15 ans, dans les rues d’Amiens. Il lui propose de la prendre en stop et de la ramener chez ses parents. Elle monte, mais il ne s'arrête pas. Il accélère, mais elle parvient à sauter du véhicule en marche. Indemne, Françoise croise de nouveau Rançon le soir même à un bal. Elle pense à déposer plainte, mais s’abstient. Elle ne dit rien à ses parents, honteuse d'être montée dans la voiture de son agresseur.
En 1988, Rançon est embauché comme surveillant des entrepôts Gedis, à la coop de Moreuil. Son couple se déchire rapidement, au point que les pompiers interviennent souvent dans son logement, la place Victor-Hugo. Décrit comme impulsif, Jacques a l’habitude de rouer de coups sa compagne.
En 1991, la compagne de Rançon tombe enceinte de lui. Mais, Jacques étant violent, elle refuse de le laisser reconnaître leur deuxième enfant et décide de le quitter.
Pendant ce temps, l’enquête sur l’assassinat d’Isabelle Mesnage, qui dure depuis plusieurs années, ne parvient toujours pas à identifier de suspect. Le juge d’instruction rend une ordonnance de non-lieu le 26 février 1992.

#### Affaire de viol à Amiens
Dans la nuit du 19 au 20 juin 1992, Rançon aborde Nathalie, secrétaire de 20 ans, qui regagne son domicile au volant de sa voiture, après une soirée passée chez des amis puis en boîte de nuit à Amiens. Rançon lui fait une queue de poisson, et la bloque sur la nationale 25. Armé d’un couteau à cran d’arrêt, il la force à monter dans son véhicule, l’emmène sur un chemin de terre, à l’entrée d’un bois, puis la viole avant de s’emparer du peu d’argent qu’elle a. Nathalie n’ayant pas résisté ni tenté de s’enfuir, Rançon la laisse partir. Elle dépose plainte pour viol sous la menace d’une arme en désignant une Renault Fuego comme la voiture de son agresseur. Rançon parvient à trouver l’adresse de Nathalie et lui envoie des lettres. Il est toutefois pris sur le fait.
Il est arrêté le 8 juillet 1992 pour le viol de Nathalie et placé en détention provisoire à la maison d'arrêt d’Amiens après 48 heures de garde à vue. Il s’agit de son premier séjour en prison. Il est reconnu par sa victime comme son violeur, poursuivi pour viol commis sous la menace d’une arme et renvoyé devant la Cour d’assises de la Somme. Les experts psychiatres le jugent responsable de ses actes en le décrivant comme : « curable et ré-adaptable » ainsi que « non dangereux ».
Rançon comparaît du 25 au 27 janvier 1994 devant la Cour d’assises d’Amiens. Il est reconnu coupable des faits de viol sous le menace d’une arme et condamné à 8 ans de réclusion criminelle. Pendant sa détention, à la prison d’Amiens, il réalise qu’il a toujours des pulsions sexuelles pour des jeunes femmes âgées d’environ 20 ans. Il met dès lors au point un plan afin que ses victimes ne puissent pas l’identifier après leur agression.

### Les crimes de Perpignan et incarcération pour agression
Pour un article mieux détaillé sur l'affaire et les investigations, voir Meurtres de la gare de Perpignan.
Rançon est libéré de prison le 6 septembre 1997, après cinq ans et deux mois de détention. Âgé de 37 ans, il s’installe à Perpignan dans un hôtel à 100 mètres de la gare.
Dans la nuit du 9 au 10 septembre 1997, vers minuit, Rançon aborde Nadjet Ouatiki, 18 ans, sur un pont de Perpignan. Il la saisit par le cou et la bascule de l’autre côté de la rampe, sur la pelouse. Nadjet crie et tente de s’enfuir, mais Rançon lui arrache ses vêtements. Lorsqu’il tente de violer Nadjet, un véhicule s’arrête à proximité et Rançon prend la fuite en courant. Nadjet, saine et sauve, quitte les lieux. Elle porte plainte pour viol, mais l’enquête ne débouche sur rien.
Dans la nuit du 20 au 21 décembre 1997, il aperçoit une étudiante de 19 ans, Mokhtaria Chaïb, qui se rend près de la Cité universitaire. Il se jette sur elle avec un couteau et l’emmène dans un terrain vague, vers la gare de Perpignan, l’obligeant à se déshabiller. Mokhtaria refuse et se débat. Il tente de la violer, puis la mutile à coups de couteau. Elle décède de ses blessures et Rançon dépèce ses organes génitaux;  puis il lui enlève ses chaussures afin d’effacer toute trace de son ADN. Rançon jette dans un sac en plastique les morceaux coupés et emporte aussi les chaussures, laissant le reste du corps sur place. Il jette le sac dans les égouts voisins, puis les chaussures dans le jardin d’une propriété.
Le corps mutilé est découvert à 8h45 du matin. Une enquête pour assassinat et actes de torture est ouverte par la Police Judiciaire. Selon l’autopsie, il a fallu au moins une heure pour dépecer Mokhtaria : le tueur doit exercer couramment la chirurgie. Rançon n’est pas inquiété car il n’a pas de lien avec ce métier. L’enquête se tourne vers un chirurgien péruvien de 49 ans, Andres Palomino-Barrios, condamné pour de multiples escroqueries.
Palomino-Barrios est arrêté le 22 janvier 1998 et placé en garde à vue. Bien qu’il déclare être allé en Espagne au moment du crime, ses voisins prétendent l’avoir vu à Perpignan, à ce moment, et déclarent qu’il a nettoyé son fourgon le matin où a été découvert le corps. Au terme de son interrogatoire, Palomino-Barrios est inculpé d’assassinat et d’actes de barbarie et placé en détention provisoire.
Dans la nuit du 9 mars 1998, à un km de la Gare de Perpignan, Rançon se rend Rue de Belfort, à la suite de sa fête d’anniversaire. Alcoolisé, il titube quand il croise Sabrina, 19 ans ; il trébuche et Sabrina l’aide à se relever. Il sort un couteau et lui en assène un coup dans le ventre en remontant jusqu’au sternum. Les cris de la jeune fille interpellent une voisine, Marie-Line Sandret, qui sort de chez elle. Rançon s’enfuit et regagne son hôtel, à moins d’un km. Marie-Line Sandret appelle les secours. Sabrina est sauvée in extremis et dépose plainte au commissariat pour tentative de meurtre, en décrivant son agresseur : « environ 40 ans », « yeux bleus », « environ 1,65 m », « les dents cariées ».
Cette agression n’est toutefois pas reliée au meurtre de Mokhtaria Chaïb, car le suspect principal de ce meurtre, Palomino-Barrios, est alors en prison. L'affaire est rapidement classée.
Le 16 juin 1998, Rançon boit un verre au bar le Terminus sur l'avenue de la gare de Perpignan, puis quitte la brasserie lorsqu’il aperçoit Marie-Hélène Gonzalez, étudiante de 22 ans, faisant du stop à la sortie de la gare. Il est alors 21h. Il l'emmène dans sa voiture. Elle lui indique l'adresse de ses parents, mais comme avec Isabelle Mesnage, Rançon roule jusqu’à une décharge près de la gare. Sous la menace d'un couteau, il demande à Marie-Hélène de se déshabiller. Elle refuse, il la viole et la poignarde à mort avant de dépecer ses organes génitaux et de lui couper la tête qu'il place dans un sac en plastique. Il abandonne sur place les restes dépecés et regagne son hôtel.
Le corps de Marie-Hélène Gonzalez est découvert le 26 juin 1998. Les expertises ADN confirment que le corps est celui de la jeune femme disparue depuis dix jours. La police remarque des similitudes avec le meurtre de Mokhtaria Chaïb : mêmes cheveux bruns, même tranche d’âge, mêmes mutilations, même site de la Gare de Perpignan. Les enquêteurs pensent à un même tueur pour les deux victimes, alors que Palomino-Barrios, assassin présumé de Mokhtaria, est toujours en prison.
La Police Judiciaire de Perpignan ressort également de ses dossiers le cas de Tatina Andujar, disparue le 24 septembre 1995, en sortant de la gare ; des faits dont Rançon est innocent, car il était en prison à cette date. La piste d'un tueur en série commence dès lors à être évoquée par la population de Perpignan. Le « tueur de la gare de Perpignan » ne pouvant donc pas être Palomino-Barrios, sa remise en liberté est ordonnée le 13 août 1998, par la Chambre d'accusation de Montpellier.
Dans la nuit du 28 au 29 septembre 1998, Rançon arpente en voiture les rues de Perpignan. Il croise Meryl Foulonneau, 23 ans, et lui bloque le passage par une queue de poisson. Il sort armé d’un couteau et tente d’ouvrir la portière de l'autre véhicule, mais celle-ci a été verrouillée par la jeune femme, qui appelle son père. Celui-ci arrive aussitôt sur les lieux. Rançon prend peur et s’enfuit, mais le père note le numéro de la plaque d’immatriculation : il s’agit de la voiture de Rançon,.
Il est arrêté le 30 septembre 1998, pour la tentative d’agression de la veille, interrogé par la police qui enquête également sur les meurtres de la gare de Perpignan. On l'interroge sur le meurtre aggravé de Marie-Hélène Gonzalez, mais Rançon affirme qu’il ne la connaissait pas et qu’il a appris sa mort par sa compagne et l'une de ses amies. Une perquisition a lieu à son domicile, mais ne débouche sur aucune découverte de preuve. Sa garde à vue pour le meurtre de Marie-Hélène Gonzalez est donc levée. Rançon est seulement mis en examen pour la tentative d’agression et placé en détention provisoire.
Palomino-Barrios est remis en liberté le 5 octobre 1998, après avoir passé à tort huit mois et demi en prison. Il bénéficiera d'un non-lieu, en avril 2003.
Rançon comparaît en novembre 1998, devant le Tribunal correctionnel de Perpignan et condamné à un an de prison ferme. Pendant sa détention, la tête de Marie-Hélène Gonzalez est retrouvée près de la décharge à proximité de la gare.

### Agression sexuelle à Amiens et troisième incarcération
Rançon est libéré le 29 juin 1999, après neuf mois de détention. Il part alors vivre à Amiens.
Dans la nuit du 22 août 1999, libre depuis quelques semaines, Rançon aborde Virginie, 23 ans, sur un banc de la place René Goblet, au centre d’Amiens et lui demande une cigarette. Il se jette sur elle et commence à l'étrangler : elle perd connaissance. Il la transporte dans sa voiture et démarre, mais elle reprend vite connaissance. Effrayé, il s’arrête et la laisse partir. Elle dépose plainte au commissariat d’Amiens en donnant le numéro de la plaque d’immatriculation de son agresseur. La voiture appartient à Rançon.
Rançon est arrêté le lendemain, le 23 août 1999, placé en détention provisoire pour agression sexuelle avec violences et strangulations. Il intègre la prison d’Amiens et échappe de peu à un enregistrement de son ADN au Fichier national automatisé des empreintes génétiques du fait que ce système n'est pas encore installé dans toute la France.
Le 14 novembre 2000, il comparaît devant le Tribunal correctionnel d’Amiens pour agression sexuelle avec strangulations, reconnu coupable et condamné à 5 ans de prison ferme. Il purge sa peine à la prison d’Amiens.

### Vie familiale et condamnation pour harcèlement et menaces de mort
Rançon est libéré de prison le 4 janvier 2003, après plus de trois ans de détention. Il retourne s’installer à Perpignan et travaille comme cariste-magasinier.
En 2004, à l’âge de 44 ans, Rançon rencontre Lolita, 15 ans et demi. Ils tombent amoureux et s’installent en ménage en 2005.
Le couple a deux enfants, en 2006 et 2009.
Le 23 mars 2009, Jacques et Lolita signent un Pacs. Il a 49 ans, elle 20 ans. Rançon vit paisiblement avec sa compagne, son fils et sa fille qu’il décrit comme étant « la plus belle des roses ». Puis les relations du couple se détériorent fortement. Il redevient violent et impulsif comme avec ses premières compagnes.
Lolita quitte Jacques en 2012, qui la bat. Rançon la harcèle au téléphone en la menaçant de mort. Terrifiée, elle porte plainte.
Jacques Rançon est interpellé le 12 septembre 2012, à son domicile, mis en examen pour harcèlement et menaces de mort, proférées à l’encontre de son ex-compagne. Il est laissé en liberté sous contrôle judiciaire et son ADN est prélevé, puis enregistré au Fichier national automatisé des empreintes génétiques. Il a interdiction de voir Lolita et ses enfants.
Le 21 février 2013, Lolita rompt le Pacs signé avec Jacques Rançon.
Rançon comparaît le 4 octobre 2013, devant le Tribunal correctionnel de Perpignan, et est condamné à un an de prison ferme. Il est alors placé en détention à la prison de Perpignan.

### Identification et arrestation pour les crimes de Perpignan
Pendant ce temps, l’affaire des Meurtres de la gare de Perpignan connaît une avancée et un ADN partiel est découvert sur la chaussure de Mokhtaria Chaïb, tuée en 1997, près de 16 ans après les faits.
Rançon est libéré de prison le 12 juillet 2014, après neuf mois de détention. Il retourne s’installer à Perpignan. Licencié de son emploi de cariste-magasinier, il bénéficie d’allocations. Il est alors âgé de 54 ans.
Le 10 octobre 2014, l’ADN découvert sur la chaussure de Mokhtaria Chaïb est identifié comme celui de Rançon grâce à un nouveau logiciel qui recoupe les ADN partiels et les ADN complets puisqu'il était enregistré dans le Fichier national automatisé des empreintes génétiques.

### Arrestation, mises en examen et détention provisoire
Jacques Rançon est interpellé le 14 octobre 2014, à son domicile, placé en garde à vue pour le meurtre aggravé de Mokhtaria Chaïb. Interrogé par la police, il déclare ne jamais avoir tué personne et ne pas comprendre comment son ADN pouvait figurer sur sa chaussure. Sa garde à vue dure deux jours sans qu'il avoue. Son passé judiciaire est étudié : il a été condamné pour viol, il résidait à Perpignan au moment des faits et il a été interrogé à l’époque. Rançon est donc un suspect sérieux. 
Il est emmené sur les lieux de meurtre de Mokhtaria. Il décrit le style de femmes qui lui plaît comme : « des jolies brunes à gros seins ».
Le 16 octobre 2014, lors de sa septième audition, Rançon avoue avoir tué Mokhtaria Chaïb. Il raconte en détail la nuit de pluie, le blouson en cuir de Mokhtaria et le fait de l’avoir abordée pour lui « faire l’amour ». Il l'a tuée car elle s’était mise à hurler. Il décrit le dépeçage dont il a jeté les morceaux dans les égouts afin que l’on ne trouve pas son ADN. Rançon est alors décrit comme un « maniaque sexuel ».
Dans la soirée du 16 octobre 2014, au terme de sa garde à vue, Rançon est mis en examen pour meurtre suivi d’actes de tortures et de barbarie. Il est placé en détention provisoire à la Prison de Béziers. Cet évènement fait la une des journaux, car c'est la résolution d’un « cold case » vieux de 17 ans.
Un cliché de Rançon est publié dans les journaux et Sabrina, qui avait survécu à une tentative de meurtre, le reconnaît comme l’homme qui avait tenté de la tuer en 1998. Elle prend contact avec la Police Judiciaire de Perpignan et porte plainte contre Rançon, désormais en prison.
En octobre 2014, la tentative de meurtre de Sabrina a dépassé le délai de prescription — de 10 ans jusqu’en 2017 — depuis les 10 ans du classement sans suite, en février 2009. La prescription est toutefois rompue, car la juge d’instruction décide de lier l’affaire Sabrina à l’affaire Mokhtaria dans un même dossier, en juin 2015.
La Police Judiciaire de Perpignan soupçonne également Rançon d’avoir tué Marie-Hélène Gonzalez, moins de six mois après Mokhtaria, du fait que les victimes ont subi les mêmes sévices.
Rançon, le 4 juin 2015, est placé en garde à vue dans le cadre de la tentative de meurtre commise à l’encontre de Sabrina. Il avoue avoir tenté de la tuer, mais déclare avoir commis son acte en état d’ivresse. Il est mis en examen pour tentative de meurtre et regagne le Centre pénitentiaire de Béziers, le 5 juin 2015.
Le 9 juin 2015, Rançon est de nouveau extrait de la Prison de Béziers dans le cadre du meurtre aggravé de Marie-Hélène Gonzalez. Son avocat, Me Xavier Capelet, lui demande de dire la vérité et il avoue en détail le meurtre et le viol. Il est de nouveau mis en examen pour viol suivi de meurtre et réintègre le Centre pénitentiaire de Béziers.
En prison, Rançon avoue également, le 18 juin 2015, la tentative de viol sur Nadjet Ouatiki, en déclarant « avoir voulu lui faire l’amour ». Le délai de prescription des faits ayant dépassé, Rançon ne peut plus être inculpé. La prescription est, là encore, annulée car l’affaire Nadjet est également jointe aux dossiers des crimes de Perpignan. Il s’agit du quatrième chef d’inculpation de Rançon.
Il reproduit les gestes du meurtre de Marie-Hélène Gonzales, le 26 juin 2015, lors d’une reconstitution de crime. Il se jette sur le mannequin représentant Marie-Hélène, mais affirme être convaincu d’avoir coupé les pieds de sa victime en déclarant s’être pris les cheveux dans des épineux. Ces déclarations sont enregistrées, mais ne concordent pas avec le meurtre de Marie-Hélène Gonzalez, du fait qu’il n’y ait jamais eu d’épineux sur les lieux. Rançon parle donc d’une autre scène de crime.
Mis en examen, Rançon passe trois ans et cinq mois en détention provisoire avant d’être renvoyé devant la Cour d’assises des Pyrénées-Orientales pour deux meurtres suivis de viol, tous deux accompagnés « d’actes de torture et de barbarie », puis d’une tentative de meurtre, ainsi que d’une tentative de viol en « état de récidive légale ».

### Jugement dans les crimes de Perpignan
Le procès débute le 5 mars 2018, devant la Cour d’assises de Perpignan (Pyrénées-Orientales). Rançon apparaît comme fatigué, replié sur lui-même et « ravagé physiquement », du fait qu’il a pris du poids pendant sa détention préventive. Les journaux écrivent également que Rançon paraît avoir autour de 65-70 ans, alors qu’il est à peine âgé de 58 ans ; il fête ses 58 ans pendant le procès.
Lors des premières journées, Rançon parle peu, voire pas. La première victime à témoigner est Nadjet Ouatiki. Elle déclare qu’elle préparait, à cette époque, un CAP cuisine et qu’elle empruntait une route à pied, lorsque Rançon l'a abordée et fait basculer dans un fossé, alors qu’il était libre depuis à peine quatre jours et qu’il emménageait à Perpignan.
Rançon s’explique sur les meurtres de Mokhtaria Chaïb et de Marie-Hélène Gonzalez en réitérant ses aveux. Il déclare de nouveau vouloir « faire l’amour » à ses victimes, sans évoquer le viol. Les experts psychiatres le décrivant comme : « présentant des signes de déviance perverse et sadique, mais sans aucune pathologie d’ordre psychiatrique ». Rançon est donc responsable de ses actes.
Il finit toutefois, le 12 mars 2018, par demander pardon à ses victimes ainsi qu’à leurs familles. Il dit : « Moktaria et Marie-Hélène n'auraient pas dû mourir. Ce que j'ai fait est très grave ». Les familles ne croient toutefois pas à la sincérité de ses excuses, convaincues qu’il essaye de « sauver les apparences ».
Le 14 mars 2018, les deux frères de Marie-Hélène Gonzalez, présents sur le banc des parties civiles depuis l'ouverture des débats, se précipitent vers le box vitré de Rançon ; l’un d'eux passe sa main à travers une ouverture et tente de le saisir par le cou, avant d'être ceinturé par les policiers. À l'intérieur du box, trois autres policiers protègent Rançon.
Sabrina, la victime rescapée d’une tentative de meurtre, vient à la barre le 15 mars 2018, décrivant Rançon comme le « mal incarné ». Elle déclare s’être toujours promis de reconnaître le visage de l’homme ayant attenté à sa vie. Elle finit par s’effondrer en larmes et hurler ; ce qui suspend l’audience jusqu'au lendemain.
La toute première victime de Rançon, qu’il a sexuellement agressée à 16 ans, est également présente. Il n'exprime toutefois ni regret ni excuse à son égard.
La Cour d'assises retrace le parcours familial de Rançon, qui a grandi dans un environnement très défavorisé, selon tous les experts : psychiatres, psychologues ou enquêtrice de personnalité. Elle évoque aussi le fait que Rançon se décrive lui-même comme « le petit malheureux du village », un « gamin pauvre », « mal habillé », avec qui les autres enfants ne veulent pas jouer.
Le 22 mars 2018, l'avocat général, Me Luc-André Lenormand, fait planer le doute sur d'autres victimes potentielles de Rançon et évoque un « énorme risque de récidive ». Il mentionne une étudiante finlandaise retrouvée morte en 1982, dans la même position que Mokhtaria Chaïb. Il rappelle aussi ce que Rançon a dit au sujet de Marie-Hélène Gonzalez, affirmant que ses pieds avaient été coupés, ce qui ne colle pas avec les constatations du médecin-légiste. Me Lenormand requiert la perpétuité assortie de 22 ans de sûreté.
Au terme du procès, le 26 mars 2018, Rançon est condamné à la réclusion criminelle à perpétuité, assortie d’une période de sûreté de 22 ans.

### Mise en cause pour le meurtre d’Isabelle Mesnage
En avril 2018, une enquête est demandée par le parquet d’Amiens contre Rançon pour le meurtre d’Isabelle Mesnage, en 1986, à l'instigation des avocats Corinne Herrmann et de Didier Seban, spécialistes de la résolution des « cold cases ». Elle s’appuie sur la photographie de la scène de crime lors de la découverte du corps d'Isabelle Mesnage, le dépeçage des organes génitaux de la victime étant similaire aux affaires de Perpignan, ainsi que son âge et les épineux mentionnés par Rançon lors de la reconstitution du meurtre de Marie-Hélène Gonzalez.
La demande de ré-ouverture d’enquête est déposée le 21 avril 2018. Pour la troisième fois dans le dossier de Rançon, le délai de prescription — qui est passé à 20 ans en 2017 — est dépassé depuis la date maximale, le 26 février 2012. Cette enquête aboutit, là encore, à une annulation de la prescription et une réouverture d’information judiciaire, en raison de cet élément nouveau, le 1er octobre 2018.
Incarcéré à la Prison de Béziers, Rançon est extrait de sa cellule, le 18 juin 2019, puis placé en garde à vue pour le meurtre d’Isabelle Mesnage. Il ne souhaite pas l'assistance d'un avocat et réfute d'abord les faits dont il est suspecté. Au bout de 40 heures, il avoue le crime, racontant avoir enlevé Isabelle Mesnage le jour de sa disparition alors qu'elle faisait du stop. Il reconnaît l'avoir frappée, puis violée avant de l'étrangler. Il affirme qu’il s'agit de « son tout premier meurtre ». et que « il n’existe pas d’autres victimes d’homicide que les trois victimes identifiées à ce jour ». Il est mis en examen pour assassinat et viol et réintègre le Centre pénitentiaire de Béziers où il purge sa peine de prison à perpétuité.
Quatre mois plus tard, le 18 octobre 2019, Rançon envoie une lettre, dans laquelle il se rétracte du meurtre d’Isabelle Mesnage et affirme ne jamais avoir vu la jeune fille. Son avocat Me Xavier Capelet soutient ses déclarations en assurant qu’aucune mutilation ne figure dans l’enquête et les autopsies de l’époque ; il insiste également sur le fait que les experts ne sont pas d’accord sur l’interprétation à donner au peu de traces visibles aujourd’hui et raille "l’intuition d’une avocate qui a apparemment des « dons de voyance »".
Lors de l’instruction, une nouvelle femme indique avoir été enlevée par Rançon, en 1987, dans les rues d’Amiens. C'est Françoise, autre victime rescapée, parvenue à s’échapper en sautant de la voiture de Rançon en marche. Il ne peut toutefois plus être poursuivi pour cet enlèvement qui n'est qu'un délit ne pouvant être groupé avec un meurtre.
En janvier 2021, Rançon est renvoyé devant la Cour d’assises de la Somme pour les faits de viol suivi de meurtre, commis à l’encontre d’Isabelle Mesnage. Il est alors en prison depuis plus de six ans.

### Jugement dans l'affaire Mesnage

#### Première instance
Le procès de Rançon débute le 8 juin 2021, devant la Cour d’assises d’Amiens (Somme). Il a alors 61 ans.
Le premier jour, il réfute toute accusation du meurtre en affirmant : « C'est pas moi qui ai tué Isabelle Mesnage. J'étais à l'isolement durant 6 ans et demi. Je n'ai rien fait, j'ai regardé la télé. Tous les détenus m'insultent ». L'avocate Corinne Herrmann, présente lors du procès, déclare : « Je travaille sur les tueurs en série depuis 25 ans et je n’ai jamais vu ce type de blessure sur d’autres victimes que celles de Perpignan et Isabelle Mesnage ».
Françoise, âgée de 49 ans, témoigne le 9 juin 2021 sur son enlèvement à 15 ans. Nathalie témoigne également du viol subi en 1992, pour lequel Rançon a été condamné par cette même Cour d’assises vingt-sept ans auparavant.
Le procès s’appuie aussi sur le fait que le meurtre d’Isabelle Mesnage présente de grandes similitudes avec un autre, perpétré en 1985, dont le corps de la victime avait été retrouvé dans le bois de Couture, un bâton ensanglanté à proximité. Il pourrait s’agir d’un crime de Rançon.
Celui-ci affirme sans émotion que ses parents ne l’aimaient pas. Il décrit un père ne lui portant aucun intérêt et une mère déficiente intellectuelle qui lui inflige parfois des corrections à coups de bâton. Rançon déclare être convaincu que sa vie « aurait été meilleure » s’il avait lui aussi été placé à la DDASS.
Le 12 juin 2021, Rançon est condamné à 30 ans de réclusion criminelle assortis d’une période de sûreté de 20 ans. Contestant le verdict, il interjette appel de sa condamnation.

##### Procès en appel
Rançon comparaît en appel, le 20 juin 2022, devant la Cour d’assises de Laon (Aisne), amaigri d'une trentaine de kilos et la voix faible.
Il nie toujours son implication dans le meurtre d'Isabelle Mesnage. Il reconnaît toutefois ceux de Mokhtaria Chaïb et de Marie-Hélène Gonzalez, pour lesquels il a déjà été condamné quatre ans auparavant.
Il est de nouveau défendu par Me Xavier Capelet et tous deux espèrent l'acquittement. L'avocat dit: « Lorsque Jacques Rançon est innocent, il le dit, quand il est coupable, il le dit aussi, donc je n’ai pas de raison de ne pas le croire, je considère que dans le dossier il n’y a pas d’éléments qui permettent d’être très affirmatif ».
Les avocats de la famille Mesnage, Me Corinne Herrmann et Didier Seban, demandent au pôle « cold cases » de Paris de ressortir d’autres affaires d'homicides non résolues, convaincus que Jacques Rançon a pu, dans les années 1980/années 1990, commettre d'autres meurtres.
Lors des cinq journées de procès, le ministère public, André Meykuchel, révèle que Rançon « devait inévitablement être rejugé » pour le meurtre aggravé d'Isabelle Mesnage, car la peine de 30 ans de réclusion criminelle assortie de 20 ans de sûreté, infligée à Rançon, est une peine dite « illégale », du fait qu'elle n'était pas applicable au moment des faits.
Rançon clame toujours son innocence : « Qu’est-ce que vous voulez que je dise ? Que je les tue toutes, à tous les coups ! Je sais d’avance que je vais prendre 30 ans. Mademoiselle Mesnage, ce n’est pas moi et on ne saura jamais la vérité ! Vous m’énervez avec vos questions à la con et j’ai plus envie de vous répondre ».
L'avocat général requiert une peine de réclusion criminelle à perpétuité, assortie de 18 années de sûreté, en prenant en compte les mutilations génitales féminines pratiquées sur Isabelle Mesnage ainsi que le risque de récidive de l'accusé.
Le 24 juin 2022, Rançon est condamné à la réclusion criminelle à perpétuité, assortie d’une période de sûreté de 18 ans.
Reconnu comme tueur en série, il devient l'un des rares criminels condamnés plus d'une fois à une peine de réclusion criminelle à perpétuité. Il sera éligible à une libération conditionnelle à partir de 2036, date à laquelle s'achèvera sa période de sûreté de 22 ans.

## Autres affaires d’homicides

### Victimes possibles de Jacques Rançon
Dans les années 1980, une jeune femme et une adolescente sont retrouvées assassinées dans des conditions à peu près similaires au mode opératoire de Rançon.
- Une jeune auto-stoppeuse finlandaise, en avril 1982 en Suisse, dont le corps a été retrouvé en bordure de route, avec une disposition similaire à celle du cadavre de Mokhtaria Chaïb. Rançon, alors âgé de 22 ans à l’époque, avait voulu faire un détour, à l'été 2007, lors d'un périple à Paris avec sa dernière compagne, alors qu’elle souhaitait seulement aller à Biarritz « voir la mer qui recule »[51].

- Sophie Borca, disparue le 31 mai 1985, à la sortie de son lycée à Saint-Quentin. Son dossier figure dans les affaires non-résolues recensées par Corinne Herrmann. L’adolescente de 16 ans aurait fait du stop pour rejoindre son domicile à Guise. Son corps a été retrouvé le 22 juin 1985, dans le bois de Couture, à moitié dénudé, un bâton ensanglanté à proximité, comme dans l’affaire Isabelle Mesnage[42].

### Victimes non reliées à Jacques Rançon
Lors de l’affaire des Meurtres de la gare de Perpignan, deux autres disparitions ont eu lieu, mais la culpabilité de Rançon a été écartée car il était alors en prison.
- Tatiana Andujar, 17 ans, disparue le 24 septembre 1995, dont le corps n’a jamais été retrouvé à ce jour[52].

- Fatima Idrahou, 23 ans, assassinée le 9 février 2001, dont le corps a été retrouvé le 13 mars 2001, grâce aux aveux de son assassin Marc Delpech, arrêté le 22 février 2001, puis placé en détention provisoire. Il a également été soupçonné de la disparition de Tatiana ; sans preuve[52]. Delpech a été condamné à 30 ans de réclusion criminelle assortis d’une période de sûreté de 20 ans, le 18 juin 2004[53], peine confirmée en appel, le 1er juillet 2005[54].

### Documentaires télévisés
- « Les meurtres de la gare de Perpignan » le 9 octobre 2007 et en décembre 2008 dans Faites entrer l'accusé présenté par Christophe Hondelatte sur France 2.
- « Les disparues de Perpignan » le 19 octobre 2008 dans Les faits Karl Zéro sur 13e rue
- « Les meurtres mystérieux de Perpignan » le 15 janvier 2012 dans Non élucidé sur France 2.
- « Les disparues de la gare » (troisième reportage) dans «... en Languedoc-Roussillon » le 4, 11 et 19 novembre 2013 et 15, 22 et 30 septembre 2014 dans Crimes sur NRJ 12.
- « Perpignan, le tueur aux deux visages », un documentaire de Sarah Oultaf, Guillaume Salasca, Christophe Barreyre et Florence Helleux, diffusé le 29 octobre 2017 dans 13h15, le dimanche sur France 2.
- « Jacques Rançon - La gare de Perpignan » le 15 novembre 2020 et en mai 2021 dans Faites entrer l'accusé présenté par Rachid M'Barki sur RMC Story.
- « Affaire Jacques Rançon, le tueur de la gare de Perpignan » le 12 février 2022 dans Au bout de l'enquête, la fin du crime parfait ? sur France 2.

### Émissions de radio
- « Les disparues de Perpignan » dans Hondelatte raconte le 27 août 2018 sur Europe 1.